# Tauernblümchen
Die Tauernblümchen oder Saumnarben (Lomatogonium) sind eine Pflanzengattung innerhalb der Familie der Enziangewächse (Gentianaceae). Das holarktische Verbreitungsgebiet der 18 bis 21 Arten umfasst Nordamerika und das gemäßigte Eurasien.

## Beschreibung

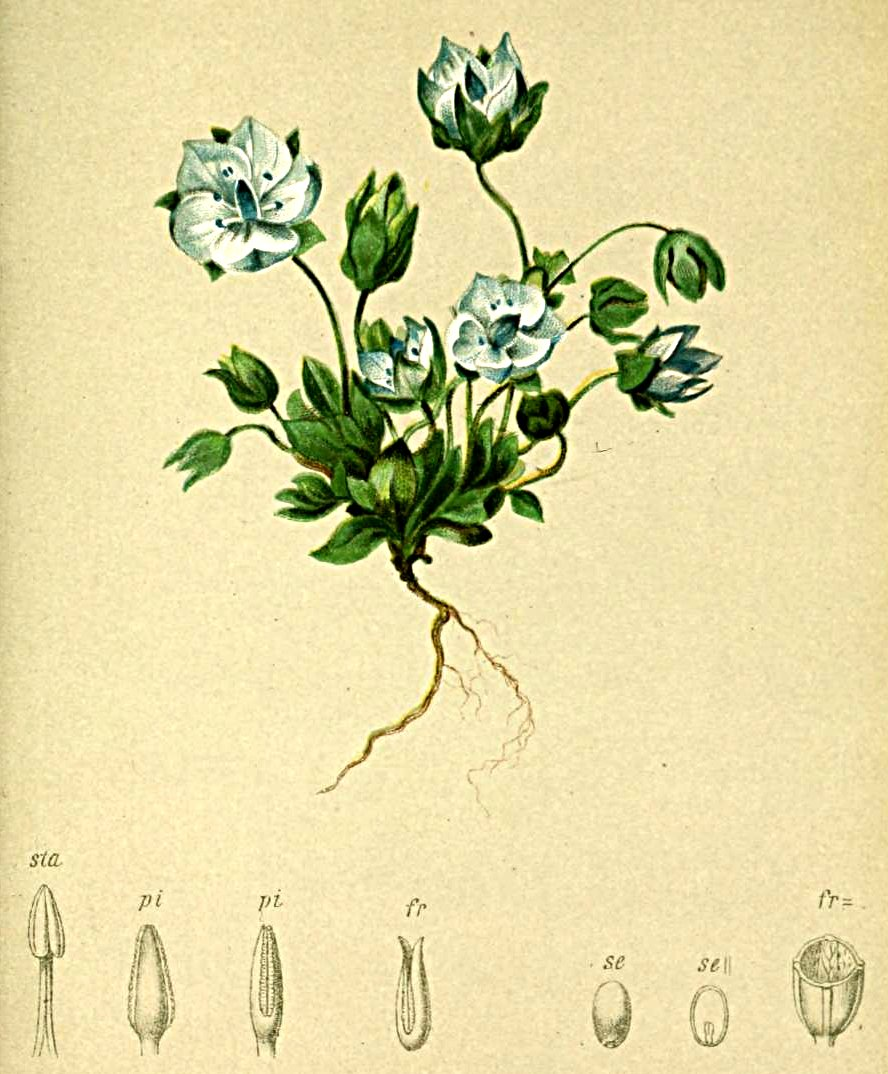
Illustration des Kärntner Tauernblümchens (Lomatogonium carinthiacum) aus Anton Hartinger: Atlas der Alpenflora, 1882.

### Vegetative Merkmale
Lomatogonium-Arten wachsen als einjährige oder ausdauernde krautige Pflanzen. Einige Arten bilden Rhizome als Überdauerungsorgane. Jeweils wenige Seitenwurzeln gehen entweder von einer Hauptwurzel aus oder sie sind fleischig und werden an den Rhizomen gebildet. Die niederliegenden, aufsteigenden bis aufrechten Stängel sind verzweigt bis unverzweigt und besitzen Streifen oder Kanten. Die kreuzgegenständigen Laubblätter sind einfach.

### Generative Merkmale
Die Blüten stehen endständig einzeln oder meist in end- oder seitenständigen zymösen Blütenständen zusammen. Der Blütenstiel ist meist länger als die Blüte. Die zwittrigen Blüten sind radiärsymmetrisch und meist fünf-, selten vier- oder zehnzählig. Die meist fünf Kelchblätter sind mindestens an ihrer Basis verwachsen. Die meist fünf weißen, blass-blau bis blauen, deutlich zweifarbigen Kronblätter sind mindestens an ihrer Basis verwachsen. Jedes Kronblatt besitzt zwei bewimperte Nektarien an ihrem Grund. Es ist nur ein Kreis mit meist fünf (selten vier oder zehn) Staubblätter vorhanden. Die etwas abgeflachten Staubfäden setzen am Grund der Kronröhre an und verdrehen sich nicht spiralig. Die meist blauen, selten gelben Staubbeutel sind höchstens so lang wie die Staubfäden. Der Fruchtknoten sind schwertförmig, zylindrisch oder eiförmig-ellipsoid. Es ist kein Griffel vorhanden. Bei den sitzenden Narben laufen die Narbenlappen am Fruchtknotennähten herab.
Die zweiklappigen Kapselfrüchte enthalten viele Samen. Die Samenschale ist fast glatt.

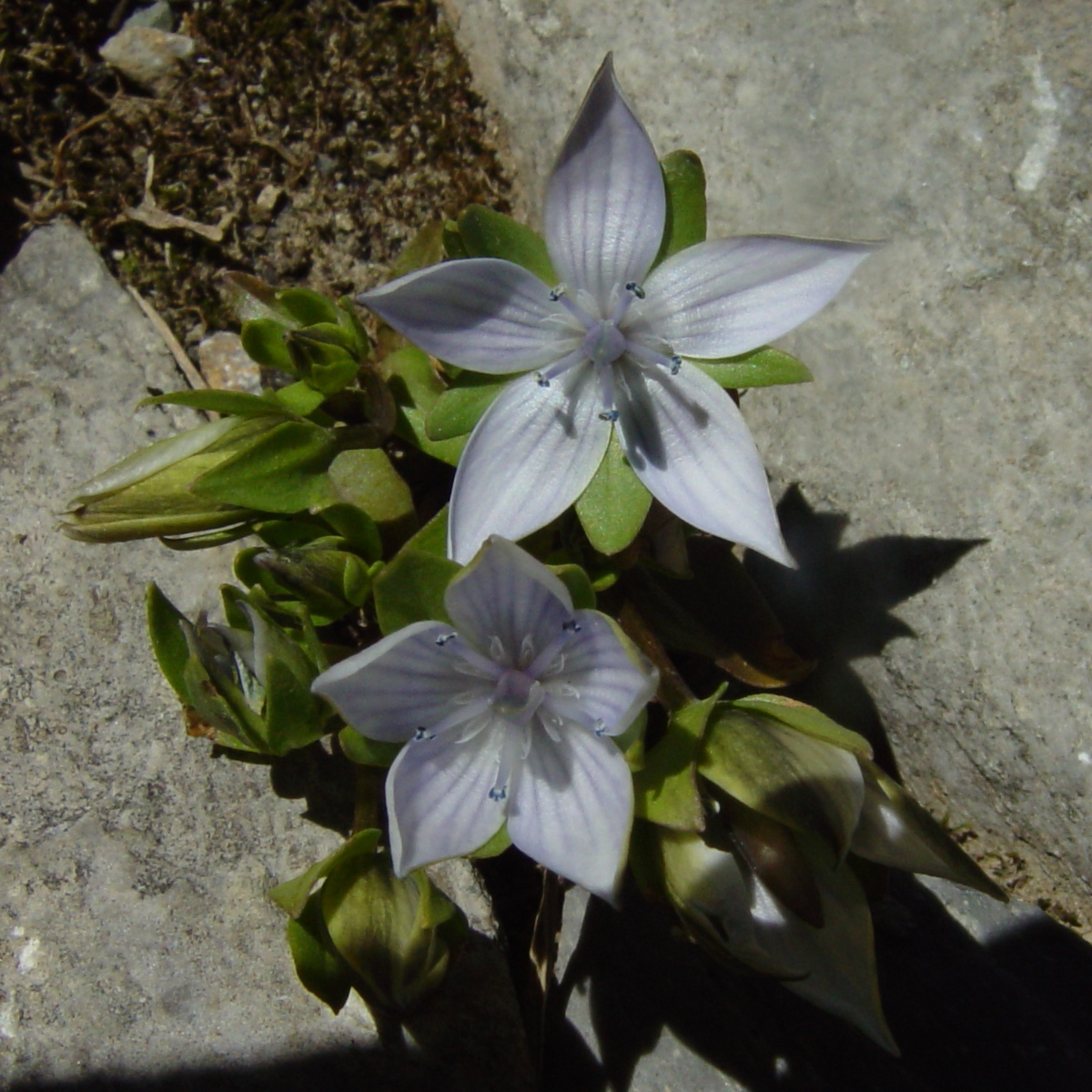
Kärntner Tauernblümchen (Lomatogonium carinthiacum) in Japan

## Systematik und Verbreitung
Die Gattung Lomatogonium wurde 1830 durch Addison Brown in Flora, 13, S. 221 aufgestellt. Synonyme für Lomatogonium A.Br. sind: Pleurogyne Eschscholtz ex Chamisso & Schlechtendal, Swertia subgen. Lomatogonium (A.Braun) Satake, Pleurogynella Ikonnikov. Die Gattung Lomatogonium gehört zur Subtribus Swertiinae aus der Tribus Gentianeae innerhalb der Familie Gentianaceae.
Der Gattungsname Lomatogonium leitet sich von den griechischen Wörtern loma, lomatos für Saum und gonia für Ecke ab, und bezieht sich auf die am Fruchtknoten herablaufenden Narben. Auch der deutsche Trivialname Saumnarbe bezieht sich auf dieses Merkmal.
Das holarktische Verbreitungsgebiet umfasst Nordamerika und das gemäßigte Eurasien. Das Zentrum der Artenvielfalt ist mit 16 Arten China. Nur zwei Arten in Europa vorkommen. Einziger mitteleuropäischer Vertreter ist das Kärntner Tauernblümchen (Lomatogonium carinthiacum).
Zur  Gattung Lomatogonium gehören 18 bis 21 Arten (hier mit ihrer Verbreitung):
- Lomatogonium bellum (Hemsl.) Harry Sm.: Sie gedeiht in Höhenlagen zwischen 1300 und 3200 Meter im westlichen Hubei, südlichen Shaanxi, östlichen Sichuan und in Yunnan.
- Lomatogonium brachyantherum (C.B.Clarke) Fernald: Sie gedeiht im südwestlichen Gansu, Qinghai, Xizang, Afghanistan, Bhutan, Indien, Pakistan, Kaschmir, Nepal und Sikkim.
- Lomatogonium caeruleum (Royle) Harry Sm. ex B.L.Burtt: Sie gedeiht im Himalaya.
- Kärntner Tauernblümchen (Lomatogonium carinthiacum (Wulfen) Rchb.): Das weite Verbreitungsgebiet umfasst Europa, Russland, Afghanistan, Indien, Pakistan, Japan, Kirgistan, Tadschikistan, die Mongolei und China.
- Lomatogonium chilaiensis C.H.Chen & J.C.Wang: Sie gedeiht nur in Höhenlagen zwischen 3100 und 3400 Meter in Taiwan.
- Lomatogonium chumbicum (Burkill) Harry Sm.: Sie gedeiht im südlichen Tibet, Bhutan, Nepal und Sikkim.
- Lomatogonium deltoideum (Burkill) C.Marquand
- Lomatogonium forrestii (Balf. f.) Fernald: Sie gedeiht in Höhenlagen zwischen 2000 und 4000 Meter in Guizhou, Sichuan und Yunnan.
- Lomatogonium gamosepalum (Burkill) Harry Sm.: Sie kommt in Nepal und China vor. In China gedeiht sie in Höhenlagen von 2800 bis 4700 Metern.
- Lomatogonium lijiangense T.N.Ho: Dieser Endemit gedeiht nur in Höhenlagen zwischen 2200 und 3200 Meter in Lijiang Naxizu Zizhixian in Yunnan.
- Lomatogonium longifolium Harry Sm.: Sie gedeiht in Höhenlagen zwischen 3400 und 4200 Meter im südlichen Sichuan, im östlichen Tibet und nordwestlichen Yunnan.
- Lomatogonium macranthum (Diels & Gilg) Fernald: Sie gedeiht in China, Bhutan, Nepal und Sikkim.
- Lomatogonium micranthum Harry Sm.: Sie gedeiht im südöstlichen Tibet und in Nepal.
- Lomatogonium oreocharis (Diels) C.Marquand: Sie gedeiht in Höhenlagen zwischen 3000 und 4800 Meter im südöstlichen Tibet und nordwestlichen Yunnan.
- Lomatogonium perenne T.N.Ho & S.W.Liu: Sie gedeiht in Höhenlagen zwischen 3900 und 4400 Meter in Qinghai (Jigzhi Xian), Shaanxi (Taibai Shan), im westlichen Sichuan, im östlichen Tibet und im nordwestlichen Yunnan.
- Lomatogonium rotatum (L.) Fr. ex Fernald: Sie besitzt ein weites Verbreitungsgebiet in China, Japan, Kasachstan, Mongolei, Russland, Europa und Nordamerika.
- Lomatogonium sichuanense Z.Y.Zhu: Sie kommt nur in Sichuan vor.
- Lomatogonium sikkimense (Burkill) Harry Sm.: Sie gedeiht in Tibet (Yadong Xian), Bhutan, Nepal und Sikkim.
- Lomatogonium spathulatum (A.Kern.) Fernald: Sie kommt in Pakistan vor.
- Lomatogonium stapfii (Burkill) Harry Sm.: Sie gedeiht im südlichen und südöstlichen Tibet, Bhutan und östlichen Indien.
- Lomatogonium zhongdianense S.W.Liu & T.N.Ho: Es ist ein Endemit nur in Höhenlagen von etwa 3300 Metern in Zhongdian Xian in Yunnan.